# Grantsite
La grantsite è un minerale.